# Albert Hale
Albert Hale   (Ganado, 13 de març de 1950 - 2 de febrer de 2021) fou un advocat i polític Demòcrata dels Estats Units. Va servir com a senador d'Arizona pel Districte 2 de gener de 2004 a 2011. És membre de la Cambra de Representants d'Arizona des de 2011.
Hale també fou elegit segon president de la Nació Navajo a finals de 1994 votat pels navahos, servint fins a 1998, quan va dimitir després d'haver estat acusat d'uns 50 crims i delictes menors de robatori i suborn.

## Primers anys i educació
Albert A. Hale va néixer a Ganado i cresqué a Klagetsoh. És membre del clan Áshįįhí, nascut Tódichʼíinii. Els seus avis materns eren Honaghánii; els seus avis paterns eren Kiyaaʼáanii. El 1969 es graduà al Fort Wingate High School, una escola del Bureau of Indian Affairs situada a l'est de Gallup (Nou Mèxic).
Hale es graduà en ciències a la Universitat Estatal d'Arizona, Tempe (Arizona) (1973) i doctorat en lleis en la facultat de dret de la Universitat de Nou Mèxic a Albuquerque, Nou Mèxic (1977).

## Carrera
Hale exercí la carrera en el sector privat. Fou nomenat jutge Pro Tempore a la Cort Laguna del Laguna Pueblo.
Fou nomenat el següent Assistent del Fiscal General/Consell Especial del Consell de la Nació Navajo, un cos de 88 membres. Fou antic membre i antic president de la Navajo Nation Bar Association i membre de la New Mexico State Bar Association.

## Carrera política
Hale fou elegit segon president de la Nació Navajo a finals de 1994, després d'una forta campanya de promoció local. La seva intenció era traslladar més competències als 110 capítols locals de govern en la nació. Líder amb reputació nacional, Hale s'havia fet famós per la seva promoció de la sobirania tribal. Ron Allen, president del National Congress of American Indians, va dir que va treballar per a "explicar al Congrés, al president i a la resta del món que som governs amerindis, no només tribus." El New York Times va descriure'l com a "un dels defensors més enèrgics dels drets de les tribus com a nacions dins d'una nació."
El 1997 The Navajo Times publicà articles denunciant "presumpte mal ús d'una targeta de crèdit tribal" i publicà elements de la seva vida personal. El fiscal general navajo va nomenar un fiscal especial, qui investigà durant cinc mesos les despeses de Hale de 1995 i 1996. El 1997 fou acusat d'acceptar suborns i comissions, i de mal ús de béns de l'Estat. El High Country Times també informà que havia tingut una relació extramarital. Es va veure obligat a dimitir del seu càrrec el 1998 per evitar la persecució criminal en 50 casos.
Hale retornà a l'exercici privat del dret. A més, ha exercit com a President de la Comissió de Drets d'Aigua de la Nació Navajo, creada per a supervisar i coordinar els drets d'aigua de la Nació Navajo, i relacionada amb els esforços de litigació i negociació. Durant el seu mandat a la Comissió, Nou Mèxic i la Nació Navajo va negociar l'Acord de Solució dels Drets d'Aigua de la Conca del Riu San Juan. El Conveni de l'Acord es va signar el 19 d'abril de 2005 i posteriorment fou aprovat pel Congrés dels Estats Units.
Hale va tornar a la política el gener de 2004, quan va ser nomenat pel governador per ocupar l'escó al Senat d'Arizona des del segon districte, deixat vacant per Jack Jackson, Sr. Durant el seu temps al Senat d'Arizona, Hale va tenir la pitjor assistència de qualsevol senador de l'estat.
En 2011 fou elegit a la Cambra de Representants d'Arizona, i fou reelegit en 2012. A la Cambra de Representants d'Arizona Hale va House of Representatives, Hale fou el 55 de 60 en pitjor assistència per vots.